# 祖己
祖己（そき）は、殷代の人物。

## 概要

### 甲骨文における祖己
甲骨文においては、祖庚・祖甲の在位期間には「兄己」、庚丁の在位期間には「父己」、武乙以降の王の在位期間には「祖己」と呼称される。

### 文献資料における祖己
「祖己」の名は、『史記』殷本紀や『書経』高宗肜日などにみえ、武丁に訓戒を与える人物として登場する。
また、「孝己」という人名も複数の文献にみえる。
たとえば、『呂氏春秋』必己には「人親莫不欲其子之孝、而孝未必愛、故孝己疑、曽子悲。」とあり、また『世説新語』言語篇には「陳元方曰、昔高宗放孝子孝己。」、および注引『帝王世紀』には「殷高宗武丁有賢子孝己、其母早死、高宗惑后妻之言、放之而死、天下哀之。」とある。
このほか、今本『竹書紀年』には「二十五年、王子孝己卒於野。」とある。このように、文献資料の記述では、孝己は武丁の子であり、武丁の在位期間中に死亡したとするものが多い。
王国維は以上を踏まえたうえで、卜辞と文献資料に所見する祖己と孝己を同一人物であるとする。

## 即位に関する議論
日本では、祖己を殷王とみなすことが主流である。
島邦男は、祖己が殷王として祭祀を受けていることから彼を殷王とし、董作賓による甲骨文の時代区分のうち、武丁の第1期に続く第2期は、祖己を加えた祖庚・祖甲の三者の時代に相当するとした。
落合淳思は、島の説を受けた上で、董作賓が第4期と分類した甲骨文のうち、歴組卜辞は祖己の時代に相当するとして「一二間期」と呼んでいる。それに続く第2期は董作賓の区分と同一であるとする。
対して中国では、祖己（孝己）は即位せずに死亡した武丁の太子であったと考えることが主流であり、このような見解を持つ研究者には、陳夢家、于省吾、黄天樹、趙鵬、左勇などがいる。
彼らは、基本的には王国維の説に従い、祭祀対象として卜辞に出現する「小王」、「小己」、「小王父己」、「子己」などについても、文字の音通や十干の一致などから、祖己と同一人物であるとする。